# Elitserien (Bandy)
Die Elitserien ist seit der Saison 2007/08 die höchste Spielklasse im schwedischen Bandysport. Davor wurde die Meisterschaftsrunde der Bandyallsvenskan Elitserien genannt.

## Hintergrund
Seit der Einführung einer schwedischen Meisterschaftsserie im Bandy im Jahr 1931 (damals noch mit der Bezeichnung Division I) war diese in regionale Gruppen aufgeteilt. Diese Klassifizierung wurde lange diskutiert. Befürworter der Gruppeneinteilung meinten, dass dieses System kleineren Vereinen bessere Möglichkeiten gibt, da sie durch die ständigen Vergleiche mit den Spitzenmannschaften höhere Einkünfte erzielten und da die Aufgliederung in Gruppen eine höhere Anzahl von Vereinen in der höchsten Liga bedeutete. Gegner wiesen darauf hin, dass mit den Gruppen ein allgemeiner Qualitätsverlust entsteht.
Als erster Schritt in Richtung einheitliche Landesliga wurde die Gruppenphase (mittlerweile mit der Bezeichnung Allsvenskan) ab der Saison 1981/82 nur bis zur Weihnachtszeit gespielt. Danach ermittelten die acht besten Mannschaften in einer Meisterschaftsrunde (Elitserien) die Finalteilnehmer. Die übrigen Mannschaften spielten in der so genannten Superettan um die nachfolgenden Plätze.
Bei zahlreichen Treffen und Verhandlungen in der Saison 2004/05 festigte sich das Bestreben, eine neue erste Liga mit 14 Vereinen zu gründen. Der entscheidende Beschluss des schwedischen Bandyverbandes erfolgte am 14. März 2006. Die neue Liga ab der Saison 2007/08 erhielt den Namen Elitserien. Die bisherige erste Spielklasse (Allsvenskan) wurde zur zweiten Liga.

## Spielmodus
Die 14 Mannschaften spielen die Gruppenphase mit Heim- und Auswärtsspielen gegen alle anderen Teams, insgesamt 26 Spiele. Danach beginnen die acht besten Mannschaften mit dem Viertelfinale, wobei die Teams auf den Plätzen 1 bis 4 ihren Gegner wählen können. Für die Plätze 9 und 10 ist die Saison beendet. Die Plätze 11 und 12 müssen Relegationsspiele gegen die sechs besten Mannschaften der zweiten Liga absolvieren. Die Teams auf den Plätzen 13 und 14 steigen direkt ab.
Ursprünglich war gedacht, die Elitserien ab der Saison 2008/09 auf zwölf Vereine zu verringern. Dieses Vorhaben wurde bei der Jahresversammlung des Bandyverbandes am 16. Juni 2007 aufgeschoben und am 14. Juni 2008 völlig verworfen.

## Resultate seit 2007/08
| Spielzeit | Tabellenerster | Meister            |
| --------- | -------------- | ------------------ |
| 2007/08   | Sandvikens AIK | Edsbyns IF         |
| 2008/09   | Edsbyns IF     | Västerås SK        |
| 2009/10   | Hammarby IF    | Hammarby IF        |
| 2010/11   | Sandvikens AIK | Sandvikens AIK     |
| 2011/12   | Sandvikens AIK | Sandvikens AIK     |
| 2012/13   | Hammarby IF    | Sandvikens AIK     |
| 2013/14   | Hammarby IF    | Sandvikens AIK     |
| 2014/15   | Sandvikens AIK | Sandvikens AIK     |
| 2015/16   | Västerås SK    | Villa Lidköping BK |
| 2016/17   | Edsbyns IF     | Bollnäs GoIF/BF    |
| 2017/18   | Sandvikens AIK | Edsbyns IF         |